# Ахей (син Посейдона)
Ахей (дав.-гр. Ἀχαιός) — персонаж давньогрецької міфології, син морського бога Посейдона й німфи Ларісси, епонім Ахеї.

## Етимологія
Ім'я Ахея (дав.-гр. Ἀχαιός) давньогрецькою означає «скорботний» і походить від αχος — «горе, біль, горе».

## Сім'я
Ахей — син Посейдона й Ларісси, доньки Пеласга, сина Тріопа. У нього були два брати, Птіус і Пеласг. За материнською лінією — аргоського походження.

## Міфологія
Разом із братами покинув Аргос Ахейський у супроводі загону пеласгів. Вони попрямували до Фессалії. Там вони, вигнавши варварське населення, заснували колонію, яку розділили на три частини, назвавши їх на свою честь. На честь Ахея при цьому була названа Ахея.
Єдине джерело знань про Ахея — Діонісій Галікарнаський і його праця «Римські старожитності», в якій описано, серед іншого, і міграцію народу пеласгів, одним із лідерів якого виступає Ахей.